# Schwantesia speciosa
Schwantesia speciosa är en isörtsväxtart som beskrevs av L. Bol. Schwantesia speciosa ingår i släktet Schwantesia och familjen isörtsväxter. Inga underarter finns listade i Catalogue of Life.